# Le Breuil (Marne)
Le Breuil é uma comuna francesa na região administrativa do Grande Leste, no departamento de Marne. Estende-se por uma área de 16.01 km², e possui 382 habitantes, segundo o censo de 2018, com uma densidade de 24 hab/km².